# Elipando de Toledo
Elipando de Toledo (717—†805) fue arzobispo de Toledo a finales del siglo VIII, y el principal defensor del adopcionismo.

## Defensor del adopcionismo
Sostuvo, quizás por influencia del islam y por el pasado visigodo arriano, que Cristo es Hijo de Dios no por naturaleza, sino por adopción del Padre. Defendió sus tesis en el Sínodo de Fráncfort (794), en una memoria dirigida a los obispos hispanos, y en el Concilio de Aquisgrán (800). En este último se le enfrentó Alcuino de York, quien entabló debate con Elipando.[cita requerida]
Elipando no negaba el dogma de la Santísima Trinidad, es decir, creía que el Hijo era eterno como el Padre y que junto con el Espíritu Santo formaban una sola persona. El problema para Elipando era que el Hijo había sido engendrado por una mujer por lo que no podía tener una «naturaleza» divina, sino solamente humana. Así que la única alternativa que cabía era que el Padre lo hubiera adoptado como su propio Hijo. Su razonamiento enlazaba con la reflexiones cristológicas de autores de la época visigoda como Julián de Toledo.
Elipando era arzobispo de Toledo, que en aquel momento estaba sometido a los emires de Córdoba. Pero a pesar de ello el prestigio de la sede toledana todavía se mantenía en toda la península ibérica, por lo que su propuesta «adopcionista» provocó una feroz respuesta en el Reino de Asturias encabezada por el monje Beato de Liébana, posiblemente abad de un monasterio y muy bien relacionado con la reina Adosinda. Beato de Liébana acusó a Elipando de locura, herejía e ignorancia y llegó a llamarle «testículo del Anticristo». Según Eduardo Manzano Moreno, la polémica entre Elipando y Beato de Liébana fue «espoleada por la fuerte pugna entre una iglesia septentrional, cada vez más independiente, y la antigua iglesia visigoda, cuyos principales episcopados habían caído en territorio andalusí».
El conflicto se agudizó cuando Félix de Urgell, obispo de Urgell, se puso del lado de Elipando. Como Urgell acababa de ser sometido al imperio carolingio la querella adopcionista alcanzó a la corte de Carlomagno y una serie de eminentes clérigos —como Alcuino de York, Paulino de Aquilea o Teodulfo de Orleans— con el apoyo del propio rey y del papa, se ocuparon en rebatir la «herejía» del arzobispo Elipando de Toledo y del obispo Félix de Ugell. Se llegó a reunir en el año 794 un concilio en Fráncfort presidido por el propio Carlomagno en el que el adopcionismo fue condenado. En uno de sus cánones se decía que esta «herejía debería ser radicalmente extirpada de la Santa Iglesia». Finalmente Félix de Urgell fue destituido de su diócesis y confinado a Lyon, donde pasó el resto de sus días. Por su parte Elipando murió hacia el año 805 en la sede toledana sin que ningún discípulo continuara su tesis «adopcionista». Como ha destacado Eduardo Manzano Moreno, «se certificaba así la defunción del vínculo con los herederos de la antigua iglesia visigoda, lo cuales quedaron confinados en un territorio, el andalusí, progresivamente marginado de las tendencias políticas que ayudaron a configurar la cristiandad occidental».
Se afirma que Elipando murió en la llamada Jornada del foso de Toledo, acontecida en 797. Sin embargo, los siete años de diferencia con la fecha en que se estima el óbito de Elipando (c. 805) hacen imposible esta aseveración.